# Journal of Materials Chemistry
Journal of Materials Chemistry is een wetenschappelijk tijdschrift met peer review, dat wordt uitgegeven door de Royal Society of Chemistry. De naam wordt gewoonlijk afgekort tot J. Mater. Chem. Het tijdschrift publiceert fundamenteel onderzoek uit de materiaalkunde en de chemische technologie. Aan bod komen onderwerpen uit zowel de anorganische en organische chemie, thermodynamica en elektrochemie.
Journal of Materials Chemistry werd opgericht in 1991. In 2013 bedroeg de impactfactor van het tijdschrift 6,626.
Vanaf het jaar 2013 is het tijdschrift gesplitst in de delen A, B en C, met elk een eigen ISSN nummer. Deel A is gespecialiseerd in materialen voor de energietechniek en duurzame ontwikkeling; deel B in biomaterialen; en deel C in materialen voor optische en elektronische toepassingen.